# Hexic
Hexic est un jeu vidéo de type puzzle développé par Carbonated Games et édité par Microsoft Game Studios sorti en 2003 sur MSN Games, Xbox 360, Zune HD et Xbox Live Arcade. C'est un jeu créé par Alexey Pajitnov, connu pour Tetris.

## Système de jeu
Le joueur doit déplacer des blocs de forme hexagonale de différentes couleurs, et doit les disposer en forme de fleurs. Le joueur peut les faire pivoter par groupe de trois. Quand trois pièces de même couleur se touchent, elles disparaissent et le joueur gagne des points.

## Suite
Une suite au jeu, nommé Hexic 2, devient disponible en téléchargement sur Xbox 360 via le Xbox Live Arcade à partir de 2007.